# Challenge des phosphates
Le Challenge des phosphates (Challenges Phosphatiers en 2011 et 2012) est une série de courses cyclistes sur route masculines marocaine. Créé en 2011, il est composé de trois courses : le Challenge Khouribga, le Challenge Youssoufia et le Challenge Ben Guerir. Ces trois courses font partie depuis leur création de l'UCI Africa Tour, en catégorie 1.2.

## Palmarès

### Challenge des phosphates - Grand Prix de Khouribga
| Année     | Vainqueur          | Deuxième            | Troisième          |
| --------- | ------------------ | ------------------- | ------------------ |
| 2011      | Maroš Kováč        | Azzedine Lagab      | Calixto Bello      |
| 2012      | Tarik Chaoufi      | Soufiane Haddi      | Ahmed Lhanafi      |
| 2013-2014 | Non-disputé        |                     |                    |
| 2015      | Mouhssine Lahsaini | Salaheddine Mraouni | Anass Aït El Abdia |

### Challenge des phosphates - Grand Prix de Youssoufia
| Année     | Vainqueur          | Deuxième      | Troisième            |
| --------- | ------------------ | ------------- | -------------------- |
| 2011      | Adil Jelloul       | Calixto Bello | Tarik Chaoufi        |
| 2012      | Mouhssine Lahsaini | Adil Jelloul  | Abdelbasset Hannachi |
| 2013-2014 | Non-disputé        |               |                      |
| 2015      | Abdelati Saadoune  | Lahcen Saber  | Essaïd Abelouache    |

### Challenge des phosphates - Grand Prix de Ben Guérir
| Année     | Vainqueur           | Deuxième            | Troisième      |
| --------- | ------------------- | ------------------- | -------------- |
| 2011      | Hassan Zahboune     | Abdellah Ben Youcef | Adil Jelloul   |
| 2012      | Abdellah Ben Youcef | Michal Kolář        | Hayato Yoshida |
| 2013-2014 | Non-disputé         |                     |                |
| 2015      | Lahcen Saber        | Mohamed Er Rafai    | Reda Aadel     |